# 祠山岗茶场
祠山岗茶场社区，是中国安徽省宣城市广德市下辖的一个村级行政区划单位。2018年12月24日，广德县桃州镇祠山岗茶场社区正式挂牌成立。